# Albert Auguste Cochon de Lapparent
Albert Auguste Cochon de Lapparent (Bourges, 30 dicembre 1839 – Parigi, 5 maggio 1908) è stato un geologo francese.

## Biografia
Nacque a Bourges. Studiò all'École polytechnique dal 1858 al 1860, dove divenne ingénieur au corps des mines. Prese parte alla stesura della mappa geologica della Francia e, nel 1875, fu nominato professore di geologia e mineralogia all'Istituto cattolico di Parigi. Nel 1879 preparò un importante libro di memorie per il rilevamento geologico della Francia sul Pays de Bray, argomento su cui aveva già pubblicato diverse opere e nel 1880 fu presidente della Société géologique de France. Nel 1881-1883 pubblicò il suo Traité de géologie, un libro di testo sulla stratigrafia.
Altre opere: Cours de minéralogie (1884), La formation des combustibles minéraux (1886), Le niveau de la mer et ses variations (1886), Les tremblements de terre (1887), La géologie en chemin de fer (1888), Précis de minéralogie (1888), Le siècle du fer (1890), Les anciens glaciers (1893), Leçons de géographie physique (1896), Notions générales sur l'écorce terrestre (1897), Le globe terrestre (1899), e Science et apologétique (1905).
Con Achille Delesse fu per molti anni direttore della Revue de géologie. Contribuì agli Extraits de géologie unendosi ad Alfred Potier.